# Parakannemeyeria

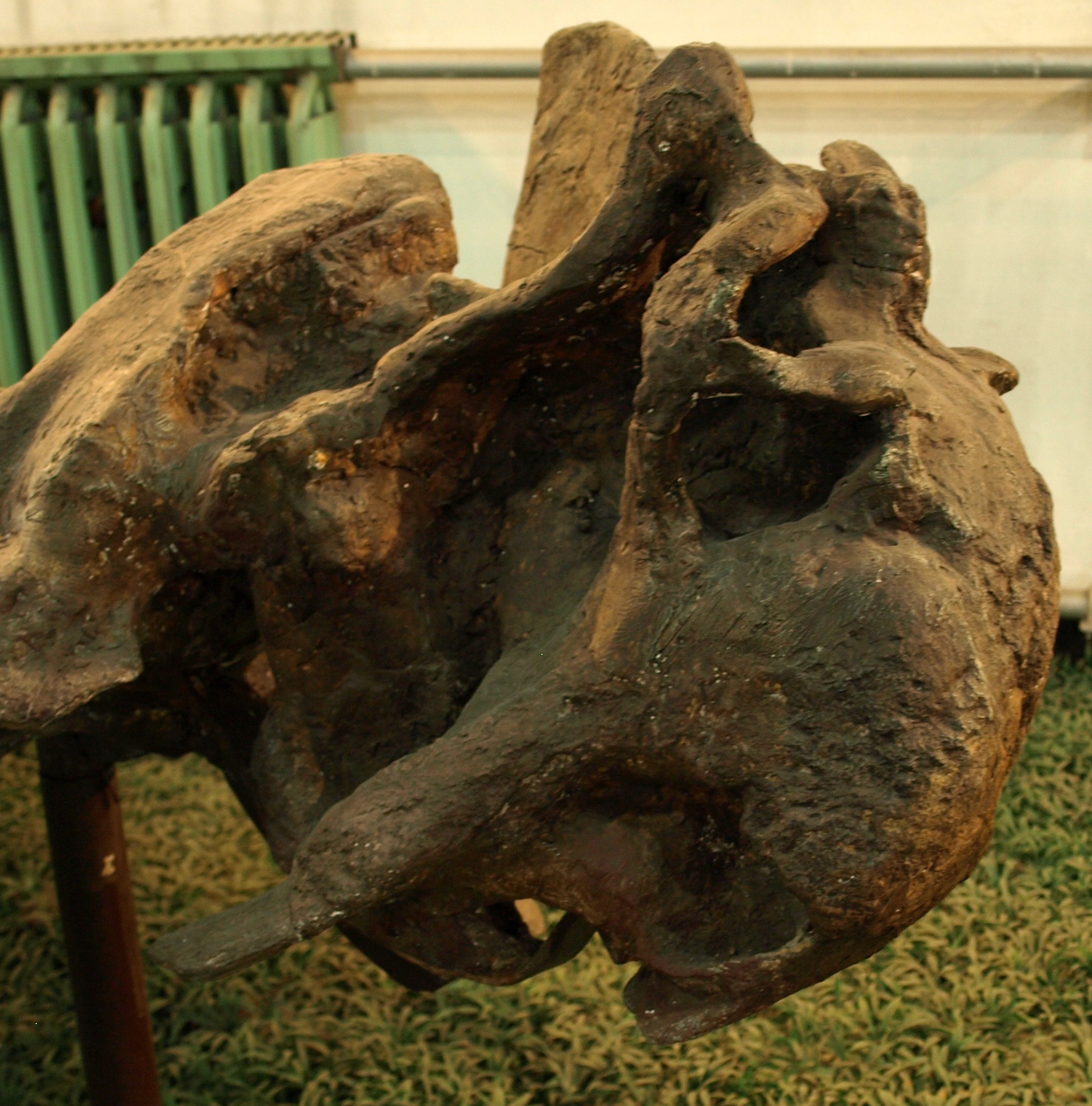
Cráneo de Parakannemeyeria youngi skull

Parakannemeyeria es un género extinto de sinápsidos dicinodontos.